# Oliva Sabuco
Oliva Sabuco (Alcaraz, 2 de diciembre de 1562-c. 1646) fue una médica y filósofa y autora humanista española.
Hasta el año 1903 apareció como autora del libro Nueva Filosofía. Sin embargo, el hallazgo en 1900 por parte de don José Marco Hidalgo, registrador de la propiedad en Alcaraz, del testamento de Miguel Sabuco realizado en 1588 en el que se declaraba autor de la obra provocó un vuelco y controversia en cuanto al verdadero creador de la obra. Este relató en su testamento que puso a su hija por autora para darle el nombre y la honra, pero no el fruto y provecho. Doña Oliva redactó su testamento el 13 de febrero de 1646, a la edad de 83 años, declarando estar enferma del cuerpo pero en su perfecto juicio y entendimiento, sin embargo, no hace ninguna referencia a la obra cuya autoría se había atribuido su padre en 1588. Ese mismo año doña Oliva compareció ante notario y se retractó de la autoría del libro declarando no ser la autora. Hasta la Biblioteca Nacional se vio obligada a rectificar su catálogo en vista de este hallazgo. Sin embargo, parte de la crítica consideró estos documentos como un débil argumento, por lo que desde principios de siglo XX hasta nuestros días hemos asistido a un conflicto permanente entre defensores y detractores de la autoría del libro Nueva Filosofía.

## Datos biográficos

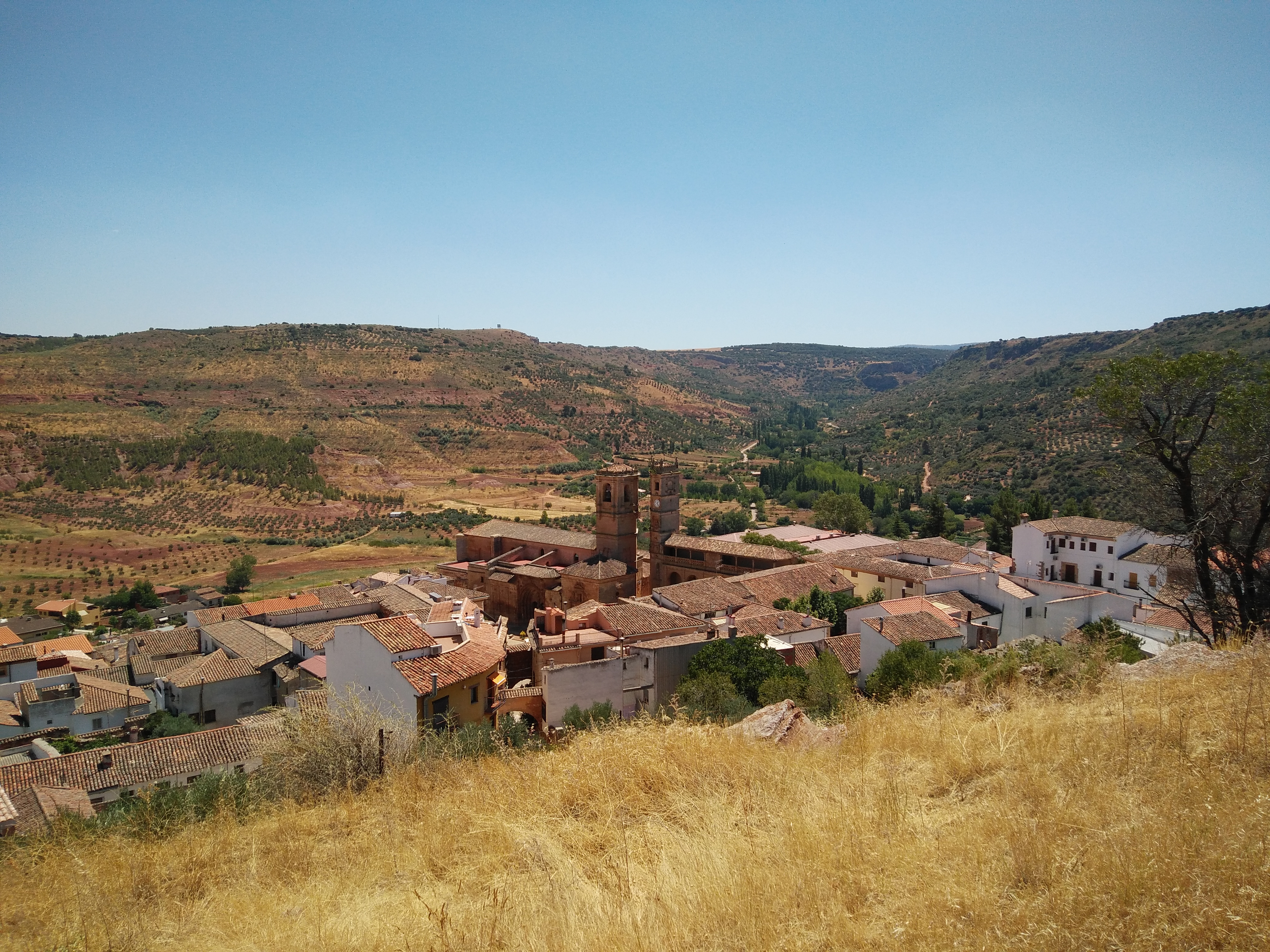
Vista de Alcaraz

Luisa de Oliva Sabuco nació en Alcaraz (Albacete), y fue bautizada el 2 de diciembre de 1562. Fue la quinta de nueve hijos de Miguel Sabuco y Álvarez, natural de Alcaraz, y de Francisca Cózar, natural de Vianos (Albacete). Oliva tendría que haberse apellidado Luisa Oliva Sabuco y Cózar, pero aparece en la «Nueva Filosofía» también con los apellidos de sus madrinas o testigos bautismales (Bernardina Nantes y Bárbara Barrera), mucho más sonoros que los propios. Su padre, Miguel Sabuco, era bachiller y boticario. Tras enviudar, su padre contrajo segundo matrimonio -siete meses antes que su hija Oliva- con Ana García Navarro en mayo de 1580, una mujer también de Vianos, pobre y muy joven, con quien tendría otro hijo llamado Miguel.
Aunque no existe ningún registro donde conste la educación de doña Oliva, diversos autores consideran, hipotéticamente, que bien pudo formarse en su casa o beneficiarse de las tertulias ilustradas de Alcaraz, donde el gran humanista Pedro Simón Abril fue preceptor de gramática y retórica entre 1578 y 1583. No hay constancia de la instrucción femenina en Alcaraz en ningún documento. En el siglo XVI la educación, asumida por los concejos se limitaba a las primeras letras, y, en un estadio superior, a la gramática, pero dirigida sólo a los varones.
Contrajo matrimonio el 18 de diciembre de 1580 con Acacio de Buedo, hijo de Luis Hernández Salinero y de Catalina de Buedo. Una familia influyente y con prestigio emparentada con otras relevantes de la ciudad, como los Cano de Buedo, los Pareja y Bracamonte. De hecho Acacio se titula a sí mismo como hidalgo (aunque nunca reconocido) en varios expedientes de hidalguía en los que actúa como testigo. Acacio se dedicará a la política durante 49 años, 23 de ellos como regidor perpetuo. Podríamos considerar que formaba parte de la élite alcaraceña. Quizá para corresponder a este ventajoso matrimonio, el bachiller le concedió una alta dote a doña Oliva, que resultó ser excesiva para las posibilidades de aquel, teniendo que avenirse suegro y yerno a un ajuste razonable. Quizá la atribución del libro a Oliva responda a la misma idea de alcanzar el prestigio social enmascarando el presunto origen judeo-converso de los Sabuco. Tuvieron cuatro hijos: Francisca de Buedo, Luisa de Buedo, el licenciado don Pablo y Félix, fraile dominico. 
Oliva Sabuco redactó su testamento el 13 de febrero de 1646, a la edad de 83 años y como ya hemos mencionado no hace mención a la autoría. Dispone su entierro en su capilla de Santo Domingo. En la declaración de deudas y bienes observamos que la herencia es escasa. Y conmina a su hijo Pablo, sacerdote, a que entregue a sus hermanos la parte del patrimonio familiar que este había usurpado. El testamento nos presenta a doña Oliva como una madre más preocupada por lograr la reconciliación de sus hijos que por cuestiones culturales.

## El bachiller Miguel Sabuco y la polémica sobre la autoría
El libro titulado «Nueva Filosofía de la naturaleza del hombre, no conocida ni alcanzada de los grandes filósofos antiguos, la cual mejora la vida y salud humana", compuesta por Oliva Sabuco» fue publicada en Madrid en 1587 precedida de una carta dedicatoria "al Rey Nuestro Señor", en que la autora se declara humilde sierva y vasalla, rogándole de rodillas al rey favorezca como caballero de alta prosapia a las mujeres en sus aventuras. El libro fue consignado casi dos años antes al largo proceso para autorizar la obra, componer su tipografía e imprimir el libro, siendo el privilegio del rey de julio de 1586. La mayor parte del libro se redactó en un castellano claro y conciso, y la menor en latín.
Tanto la «Nueva Filosofía de la naturaleza del hombre» como su reputada autora recibieron grandes elogios, sobre todo por el contenido científico-naturalista del libro, también por el filosófico e incluso por el estilo literario, que llegó a ser comparado con el de Miguel de Cervantes. Lope de Vega llamó a Oliva «la décima musa». La idea de la búsqueda de la felicidad y el cuidado de la salud basado en la buena conversación (eutrapelia), el disfrute de la música y la naturaleza, así como en el control y armonía de las pasiones y emociones, le ha devuelto a la obra actualidad e interés.
En el año 1588, Miguel Sabuco hizo testamento y declaró notarialmente, apenas un año después de aparecida la obra y antes pues de que la misma adquiriera toda la fama de la que pronto gozaría, que dicha obra era únicamente suya. Excusó haber presentado falsamente a su hija como autora para darle a ella la gloria literaria, reservándose los frutos económicos de la comercialización de la obra, frutos que Miguel Sabuco aspiraba a legar en herencia a su nueva joven esposa y al hijo de ambos. Como ya se ha dicho, especificó que su hija incurriría en su disgusto y maldición si lo impidiera.
Muchas de las ideas expuestas en dicha obra, sobre medicina, higiene y filosofía, demuestran una suma de conocimientos y una sagacidad poco comunes, especialmente la teoría sobre la manera de atajar las epidemias, las observaciones sobre la circulación de la sangre, la localización del alma en el cerebro, la distinta acción de la sangre de la substancia nerviosa, y su original estudio de las pasiones, todo con total independencia de criterio y posición lógica. 
Las ideas de Sabuco pueden ser consideradas como precursoras del gran médico francés M. F. Bichat, y el segundo gran hito para la ciencia española de mayor influjo en la renovación humanista desde Miguel Servet.

## Nueva Filosofía de la naturaleza del hombre

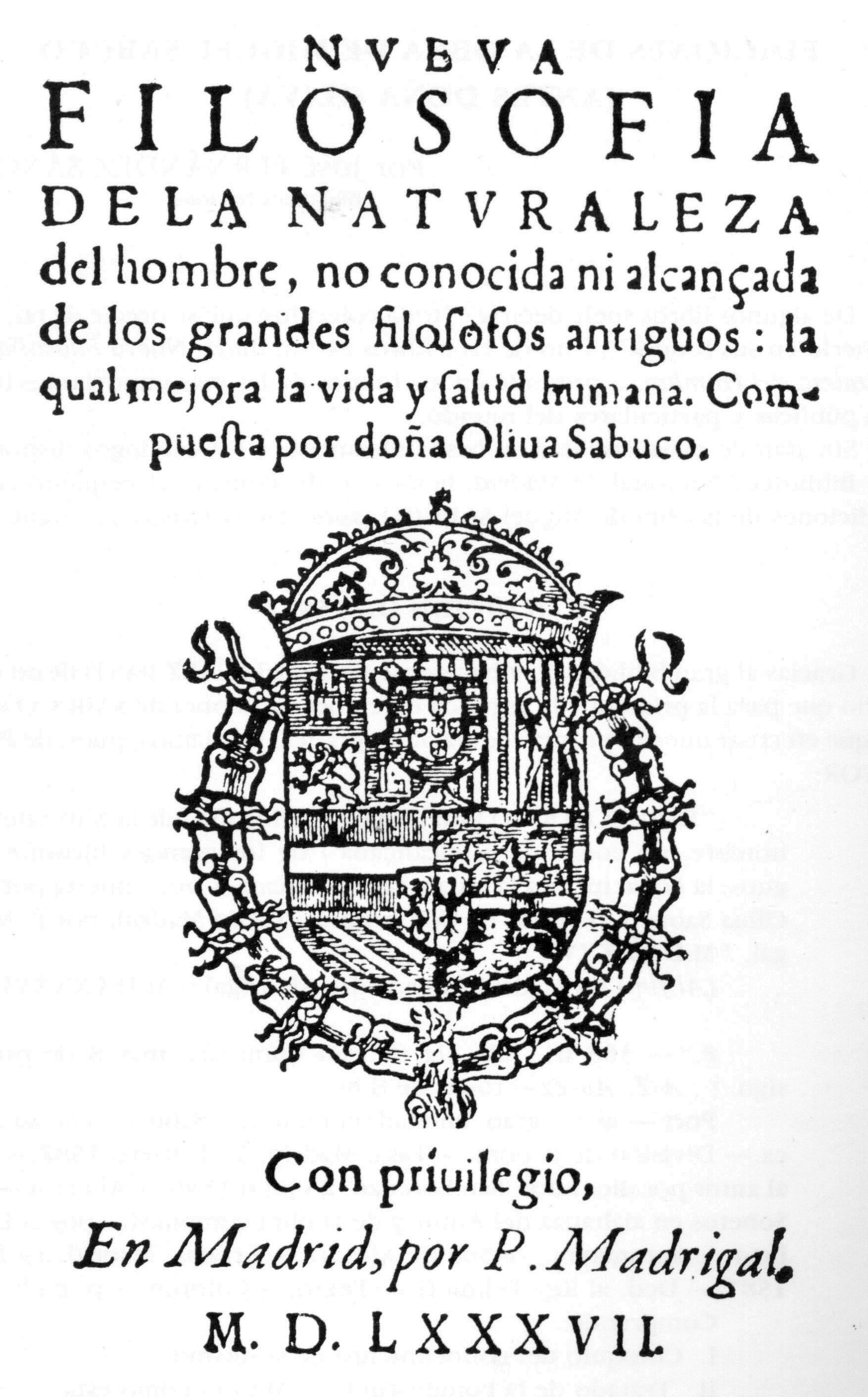
Portada del libro «Nueva Filosofía de la naturaleza del hombre», 1587

La obra consta fundamentalmente de dos epístolas nuncupatorias, cinco diálogos (dos científico-filosóficos y tres sobre medicina) en castellano y dos opúsculos en latín. La primera es una «Carta dedicatoria al Rey Nuestro Señor»; la segunda, dirigida al Ilustrísimo señor Francisco Zapata, es la «Carta en que pide amparo y favor contra los émulos de este libro». Siguen cinco diálogos entre tres pastores-filósofos, Antonio (que representa la opinión de la autora), Rodonio y Veronio, y un médico, nombrado doctor, en los tres diálogos sobre cuestiones médicas. El controvertido autor, sea quien fuere, ataca la medicina tradicional de Aristóteles, Hipócrates y Galeno, considerando que está errada y debe ser superada. 
- «Coloquio del conocimiento de sí mismo», que trata sobre medicina y psicología, brindando normas sanitarias y espirituales para evitar las enfermedades y prolongar la vida. Se concibe al hombre como un microcosmos y sus estados fisiológicos y mentales, innovadoramente, se explican a través de los afectos y el sistema nervioso: estima que existe una estrecha conexión entre mente y cuerpo, de forma que un malestar psíquico puede originar uno físico, incluso una enfermedad o la muerte, con lo que resulta precursora de la psicosomática. Además intuye la existencia de una sustancia neurotransmisora, lo que plagiarán de ella después ilustres médicos ingleses, situándose en estos conceptos por encima de autores como Descartes, que proponía como alternativa unos supuestos «espíritus animales» para la transmisión nerviosa. También considera la musicoterapia y la higienización como métodos útiles de curación y recomienda la eutrapelia.

- El segundo es «Coloquio en que se trata la compostura del mundo»; se trata de un amplio tratado de filosofía de la Naturaleza y de Cosmología; todavía se defiende el geocentrismo a pesar de que la teoría de Copérnico ya era conocida.

- El tercero es el «Coloquio de las cosas que mejorarán este mundo y sus repúblicas» y trata sobre la construcción del estado y presenta maduro contenido renovador en lo político-social.

- «Coloquio de los auxilios o remedios de la vera medicina», es un breve tratado, de carácter heraclitiano: la transitoriedad del día feliz y del día desdichado, la idea de que el ser humano no es siempre uno ni siempre el mismo, que sus condiciones cambian según sus afectos, ideas expuestas con el fin de evitar sus sufrimientos.

- «Vera medicina y vera filosofía, oculta a los antiguos, compuesta en dos diálogos», que, pese a su título, es uno solo. Se propone este diálogo dos fines: demostrar que «la medicina que se usa» está equivocada en sus principales fundamentos, y mostrar al mundo la verdadera medicina, para poder evitar la muerte temprana o violenta.

- «Dicta brevia circa naturam hominis, medicinae fundamentum». Compuesto en latín, este opúsculo es una colección de adagios o dichos breves sentenciosos sobre la naturaleza del hombre como raíz de la medicina.

- «Vera philosophia de natura mitorum, hominis et mundi, antiquis oculta». Como su título indica, se trata de un estudio sobre la naturaleza de los mitos, del hombre y del mundo, oculta a los antiguos.

Después de la primera edición de 1587 y debido a su reconocido éxito, al año siguiente se hizo una segunda edición, que fue recogida por orden de las autoridades eclesiásticas; sin embargo, la imprenta de las dos anteriores sacó otra como desafío a esas restricciones en 1589; después llegaron también las de Braga (Portugal) en 1622, Madrid en 1728, una posible edición en portugués en Lisboa (1734), Madrid (1847), Madrid (1873) y Madrid (1888). Hubo tempranas traducciones y la edición del siglo XXI en inglés, Illinois (Estados Unidos), de 2006.

## Oliva Sabuco y laNueva Filosofía. Planteamientos de la crítica feminista
Respecto a Oliva Sabuco y al cuestionamiento de su autoría de la Nueva filosofía de la naturaleza del hombre (1587) afirma la estudiosa María-Milagros Rivera Garretas:
A Oliva Sabuco de Nantes Barrera, como a Trótula, a María de Francia, a Eloísa, a Teresa de Cartagena, a Laura Cereta, etc., le ha sido cuestionada la autoría de su obra. Apenas fue publicada la Nueva filosofía de la naturaleza del hombre, su padre, Miguel Sabuco, se declaró por escrito el autor y envió a su hijo mayor, Alonso, a Portugal con una carta de poder y el encargo de que el libro fuera ahí publicado a su nombre. (Rivera Garretas 1997:142)
Cabe preguntarse por qué el padre de Oliva, si supuestamente había escrito la obra y dado la autoría a su hija “para darle la honra literaria” (como afirmó en su testamento, encontrado en 1903), se había apresurado tanto a publicar en Portugal otra edición que le mostrara a él como autor –y ha de recordarse que en el año de la publicación, 1587, Portugal y España ya eran parte del mismo reino, y por tanto ni siquiera se trataba de una publicación en otro país. La obra, no obstante, volvió a publicarse siempre con privilegio real a nombre de Oliva Sabuco en 1588, 1589 y 1622 (ibíd.). Respecto a lo que conocemos de las reacciones del entorno y comentarios de la época, afirma Mary Ellen Whaithe que “nadie de quienes estaban en posición de saber quién era el verdadero autor tomó en serio las reclamaciones de Miguel” (cit. en ibíd.).
La obra y calibre intelectual de Oliva Sabuco fue sancionada y celebrada a lo largo de los siglos subsiguientes por escritores como Lope de Vega, Benito Jerónimo Feijoo y Marcelino Menéndez Pelayo, entre otros. Su autoría de la Nueva Filosofía solo comenzó a cuestionarse en el siglo XX, a raíz de que Martínez Tomé, registrador de Alcaraz, encontrara e hiciera público el testamento de Miguel Sabuco de 1588 en el que afirmaba que había dado la autoría a su hija “solo para darle la honra y no el provecho ni el interés” (ibíd.). Fue entonces cuando algunos historiadores le dieron valor histórico a estas afirmaciones que en su época fueron desoídas por aquellos que publicaron la Nueva Filosofía y por aquellos intelectuales de la época que pudieran haber conocido a la autora y al círculo que se reunía en Alcaraz (ibíd.). Pues no se tiene constancia de una sola voz que cuestionara la autoría de Oliva Sabuco en un tiempo, el siglo de Oro, en el que era además muy difícil para las mujeres detentar autoridad ante un canon y una tradición eminentemente masculinas. Ni siquiera las obras de Santa Teresa habían sido publicadas aún (lo serían en 1588), lo que hubiera de algún modo avalado la autoría femenina de Oliva. Todo lo cual habla de una mujer intelectual siendo reconocida por su entorno, que en la dedicatoria de la Nueva Filosofía a Felipe II se ofrece como vasalla y como mujer apela a la cortesía caballeresca, mostrándose consciente de ser muy pocos los libros escritos por mujeres, especialmente sobre esos temas (ibíd: 143).
En su estudio sobre Oliva Sabuco la estudiosa Rivera Garretas cita a la filósofa Diana Sartori:
Pienso que la desautorización en el siglo XX de Oliva Sabuco tiene que ver con un proyecto secular de cancelación de autoridad femenina y de genealogía materna que es inherente al orden patriarcal. Este proyecto tomó la forma de transformación de autoras en hombres especialmente a partir del humanismo porque la concesión a las mujeres de nuevos derechos suele ir acompañada de la cancelación de antepasadas. (cit. en ibíd: 145)

## Cine
En la película española La habitación de Fermat de 2007, en la que cuatro matemáticos se enfrentan a diversos problemas de lógica bajo nombres de diferentes científicos, la mujer matemática recibe el pseudónimo de Oliva Sabuco.